# Timing (arte)
El timing (anglicismo; del inglés time, "tiempo", a veces traducido como tempística) es el uso del ritmo, de la velocidad y de las pausas en ramas artísticas como la música, el teatro y la literatura para lograr un efecto dramático. Se puede referir por ejemplo al momento en que un personaje habla o calla, se mueve o deja de mover, la cámara cambia de posición o foco, o se perciben o no sonidos.
La aceleración, desaceleración o detención en las acciones permite lograr diversos efectos: mostrar características de los personajes, cambiar el significado de las acciones, dar tiempo a que el espectador comprenda la situación, hacer que el espectador piense algo y luego cambiarlo mediante otra acción.

## En el humor
Es un elemento clave en el humor: un chiste puede perderse o realzarse según el timing. Por ejemplo, en la película Borat: Cultural Learnings of America for Make Benefit Glorious Nation of Kazakhstan, el protagonista intenta aprender de su profesor cómo hacer chistes que terminan un remate "¡mentira!" luego de una pausa adecuada, pero no logra dar con el timing. Una pausa larga antes de hablar puede dar a entender que el personaje está evitando revelar la verdad, o bien que el personaje es ignorante o no entiende la situación. Que un personaje actúe demasiado lento, rápido o con ritmos variantes puede ser cómico en sí mismo. Antes del remate de un chiste largo, es común realizar una pausa para generar suspenso (si se sabe que se viene un remate) o para aumentar el efecto del chiste.

## En las artes marciales
El timing está presente en las artes marciales, comprendido como la capacidad de ejecutar una determinada acción de anticipación, ante la eventualidad del ataque de un contrincante o una situación de riesgo. También se entiende como las fracciones de tiempo susceptibles de ser aprovechadas, durante un combate o entrenamiento, para marcar puntos sin recibir puntos en contra (manteniendo defensas). Es importante señalar que en las artes marciales, el timing no es solo la capacidad de reaccionar a una acción determinada, sino que es tanto acción como reacción controladas, y que su fin es adelantarse a los hechos, tomando la iniciativa de un combate, percibiendo con antelación la comprensión general de los hechos. La velocidad es factor determinante de un buen timing, pero también lo son la sensibilidad y la claridad mental; una mente pacífica y consciente puede alcanzar un timing que acerca al individuo a la perfección del arte, pues le hace un conocedor simbiótico de su propio medio. En este sentido el timing es lo que une a las artes marciales con otras artes "rítmicas", como la danza, la música y la actuación. Para dominar un arte de acción, el control y aprendizaje del timing es esencial, pues se considera "un sentido natural más" del ser humano, tal como la visión, el olfato, el oído y el tacto.
El timing puede ser entrenado y perfeccionado para alcanzar niveles especiales de anticipación y fluidez de movimientos coordinados ante la necesidad de una respuesta inmediata a eventualidades. Por ejemplo, en el arte del kendo, el "ki ken tai" (energía-espada-espíritu al unísono) es la expresión "sincera" de un buen timing.
- Datos: Q703333